# Lysimelia lucida
Lysimelia lucida là một loài bướm đêm trong họ Erebidae.